# 어메이징 미스터 윌리엄스
어메이징 미스터 윌리엄스(The Amazing Mr. Williams)는 미국에서 제작된 알렉산더 홀 감독의 1939년 영화이다. 멜빈 더글라스 등이 주연으로 출연하였고 에버렛 리스킨 등이 제작에 참여하였다.

## 출연

### 주연
- 멜빈 더글라스
- 조안 블론델

### 조연
- 클라렌스 콜브
- 러스 도넬리
- 에드워드 브로피
- 도널드 맥브라이드
- 돈 베도
- 조나단 헤일
- 존 레이

## 제작진
- 원작자: 시 바틀렛
- 미술: 리오넬 뱅스
- 의상: 로버트 칼로크